# Championnats d'Europe de gymnastique artistique masculine 1963
Navigation
Édition précédente Édition suivante
Le 5e championnat d'Europe de gymnastique artistique masculine s'est déroulé à Belgrade en Yougoslavie en 1963.

## Résultats

### Concours général individuel
| Rang               | Gymnaste                 | Total  |
| ------------------ | ------------------------ | ------ |
| Médaille d'or      | Miroslav Cerar (YUG)     | 57.750 |
| Médaille d'argent  | Boris Shakhlin (URS)     | 57.650 |
| Médaille de bronze | Valeri Kerdemelidi (URS) | 57.450 |

### Finales par engins

#### Sol
| Rang               | Gymnaste                 | Total |
| ------------------ | ------------------------ | ----- |
| Médaille d'or      | Franco Menichelli (ITA)  | 19.55 |
| Médaille d'argent  | Valeri Kerdemelidi (URS) | 19.45 |
| Médaille de bronze | Miroslav Cerar (YUG)     | 19.15 |

#### Cheval d'arçon
| Rang               | Gymnaste                 | Total |
| ------------------ | ------------------------ | ----- |
| Médaille d'or      | Miroslav Cerar (YUG)     | 19.65 |
| Médaille d'argent  | Valeri Kerdemelidi (URS) | 19.40 |
| Médaille de bronze | Boris Shakhlin (URS)     | 19.35 |

#### Anneaux
| Rang          | Gymnaste             | Total |
| ------------- | -------------------- | ----- |
| Médaille d'or | Miroslav Cerar (YUG) | 19.25 |
| Médaille d'or | Boris Shakhlin (URS) | 19.25 |
| Médaille d'or | Velik Kapsazov (BUL) | 19.25 |

#### Saut
| Rang               | Gymnaste                 | Total |
| ------------------ | ------------------------ | ----- |
| Médaille d'or      | Premysl Krbec (TCH)      | 19.55 |
| Médaille d'argent  | Miroslav Cerar (YUG)     | 19.05 |
| Médaille de bronze | Martin Srot (YUG)        | 18.95 |
| Médaille de bronze | Valeri Kerdemelidi (URS) | 18.95 |

#### Barres parallèles
| Rang               | Gymnaste                  | Total |
| ------------------ | ------------------------- | ----- |
| Médaille d'or      | Giovanni Carminucci (ITA) | 19.40 |
| Médaille d'argent  | Boris Shakhlin (URS)      | 19.25 |
| Médaille de bronze | Franco Menichelli (ITA)   | 19.20 |

#### Barre fixe
| Rang               | Gymnaste                 | Total |
| ------------------ | ------------------------ | ----- |
| Médaille d'or      | Boris Shakhlin (URS)     | 19.70 |
| Médaille d'or      | Miroslav Cerar (YUG)     | 19.70 |
| Médaille de bronze | Valeri Kerdemelidi (URS) | 19.50 |

## Tableau des médailles
| Rang | Nation           | Or | Argent | Bronze | Total |
| ---- | ---------------- | -- | ------ | ------ | ----- |
| 1    | Yougoslavie      | 4  | 1      | 2      | 7     |
| 2    | Union soviétique | 2  | 4      | 4      | 10    |
| 3    | Italie           | 2  | 0      | 1      | 3     |
| 4    | Bulgarie         | 1  | 0      | 0      | 1     |
| 4    | Tchécoslovaquie  | 1  | 0      | 0      | 1     |